# إعادة معالجة اليورانيوم
إعادة معالجة اليورانيوم هو اليورانيوم المسترد من إعادة المعالجة النووية وكذلك متاح تجاريا في فرنسا والمملكة المتحدة واليابان وبرامج إنتاج البلوتونيوم العسكرية من الدول النووية.

## نبذة
هذا اليورانيوم يشكل في الواقع الجزء الأكبر من المواد المفصولة أثناء إعادة المعالجة حيث يحتوي الوقود النووي التجاري في المتوسط على 4% فقط من البلوتونيوم والأكتينيدات الثانوية والمنتجات الانشطارية من حيث الوزن وقد نتج عن إعادة استخدام اليورانيوم الذي أعيد معالجته على نظائر غير مرغوب فيها من اليورانيوم.

## إيضاحات
من الممكن إعادة تخصيب اليورانيوم وإعادة استخدامه حيث يكون مطلوب مستوى أعلى من تخصيب اليورانيوم للتعويض عن يورانيوم 236 الذي هو أكبر من يورانيوم 238 وبالتالي التركيز على المنتج المخصب أيضا إذا دخلت المفاعلات السريعة حيز الاستخدام التجاري فإن اليورانيوم المعالج مثل اليورانيوم المستنفد سيكون قابلا للاستخدام.
كانت هناك بعض الدراسات التي تنطوي على استخدام اليورانيوم المعالج في مفاعلات كندو حيث تم تصميم مفاعل كندو لاستخدام اليورانيوم الطبيعي كوقود. عادة ما يكون يورانيوم 235 أكبر من المحتوى الموجود في اليورانيوم الطبيعي وهو عبارة عن 0.72٪ من اليورانيوم 235 مما يسمح بتخطي خطوة إعادة التخصيب.
ويجدر بنا أن نذكر أن اليورانيوم المنضب يستخرج أيضا من الوقود المستنفذ، والذي يتم استخدامه للمفاعلات النووية بعد فصل البلوتنيوم.
| نسب وجود النظائر في اليورانيوم الطبيعي واليورانيوم المنضب (%) | نسب وجود النظائر في اليورانيوم الطبيعي واليورانيوم المنضب (%) | نسب وجود النظائر في اليورانيوم الطبيعي واليورانيوم المنضب (%) | نسب وجود النظائر في اليورانيوم الطبيعي واليورانيوم المنضب (%) |
| نوع اليورانيوم                                                | يورانيوم 234                                                  | يورانيوم 235                                                  | يورانيوم 238                                                  |
| ------------------------------------------------------------- | ------------------------------------------------------------- | ------------------------------------------------------------- | ------------------------------------------------------------- |
| اليورانيوم الطبيعي                                            | 0.0055                                                        | 0.720                                                         | 99.274                                                        |
| اليورانيوم المنضب                                             | 0.0008                                                        | 0.202                                                         | 99.797                                                        |